# Davallia solida
Davallia solida là một loài dương xỉ trong họ Davalliaceae. Loài này được G. Forst. Sw. mô tả khoa học đầu tiên năm 1801.

## Hình ảnh

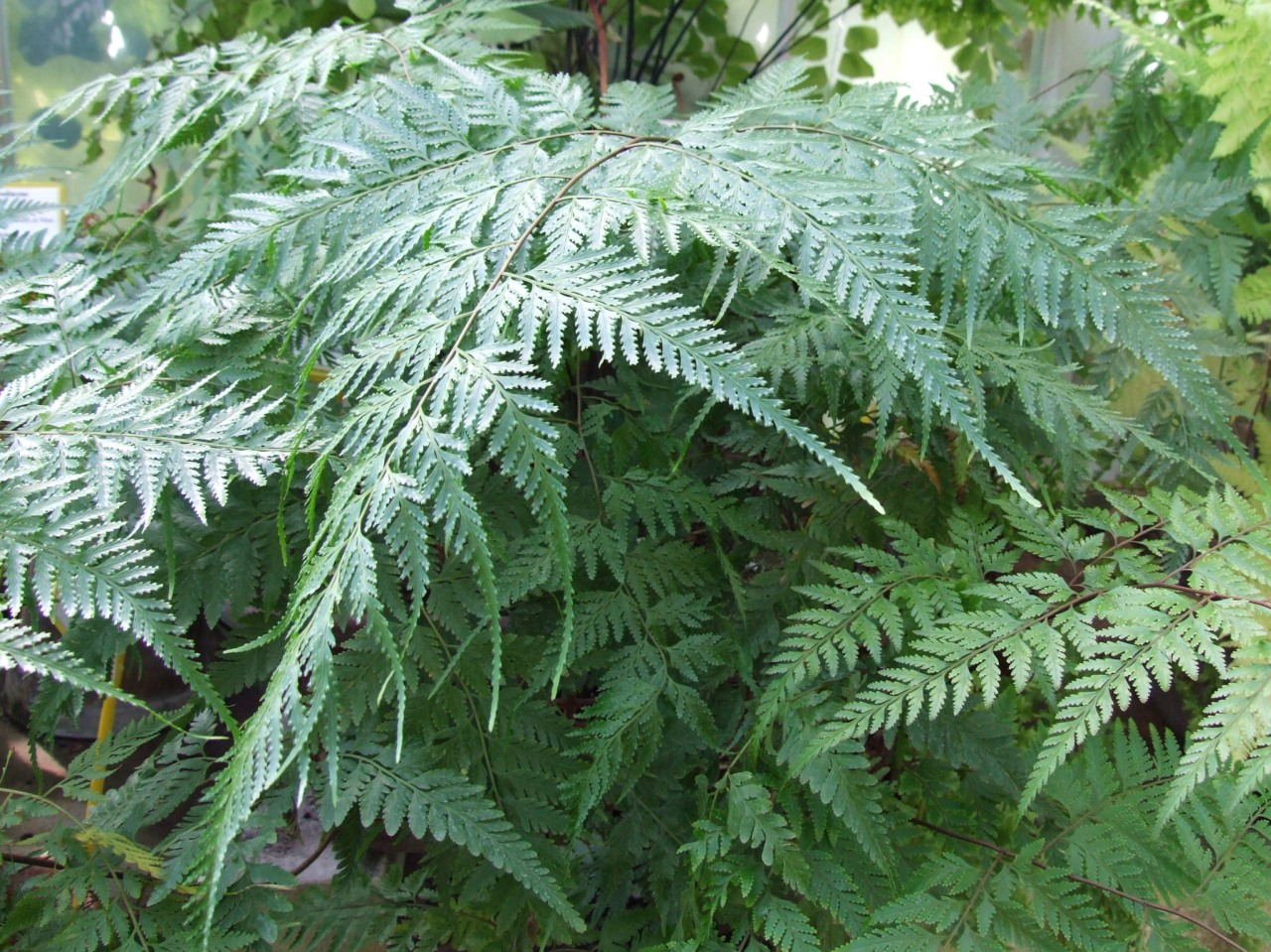
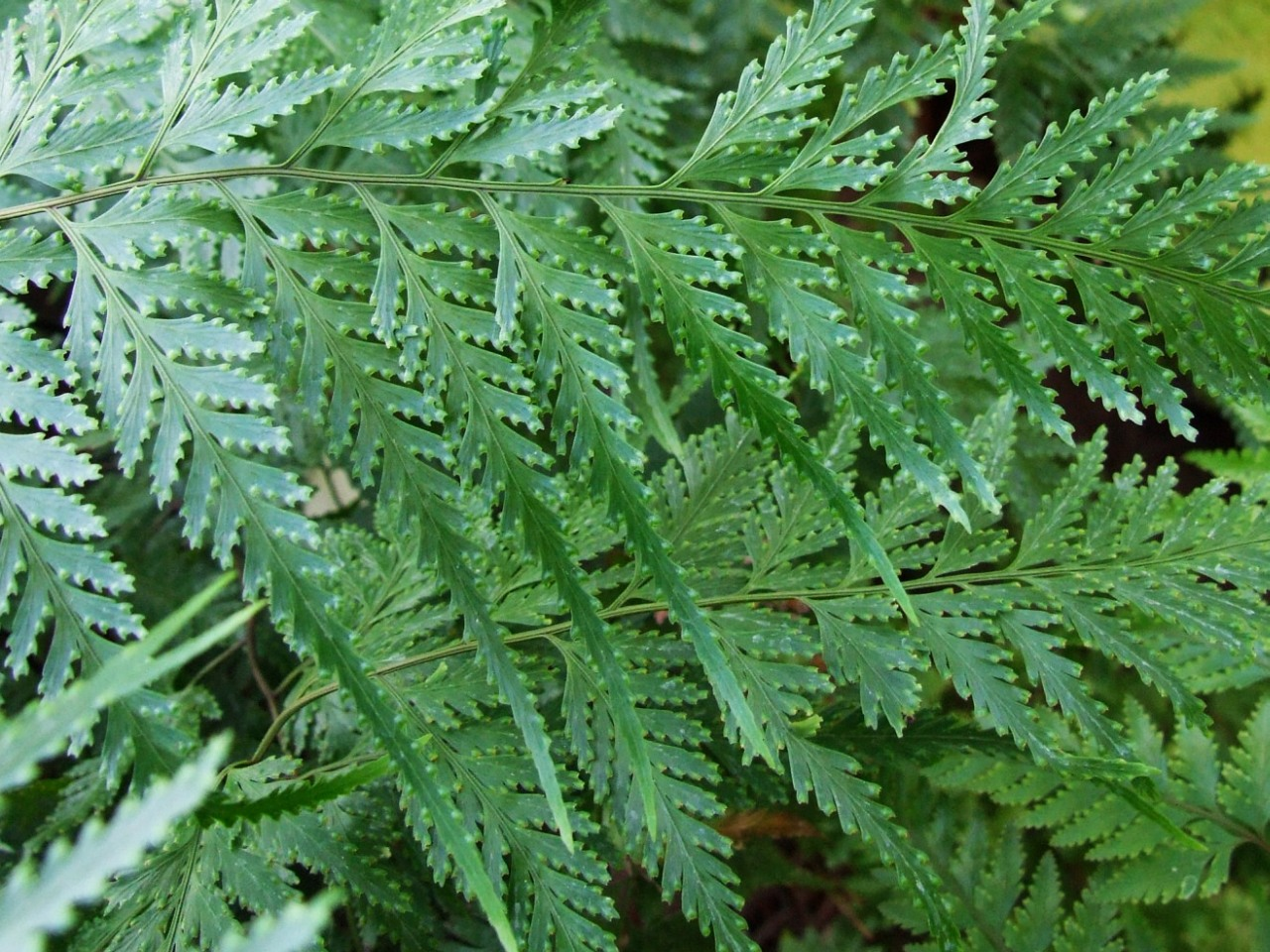
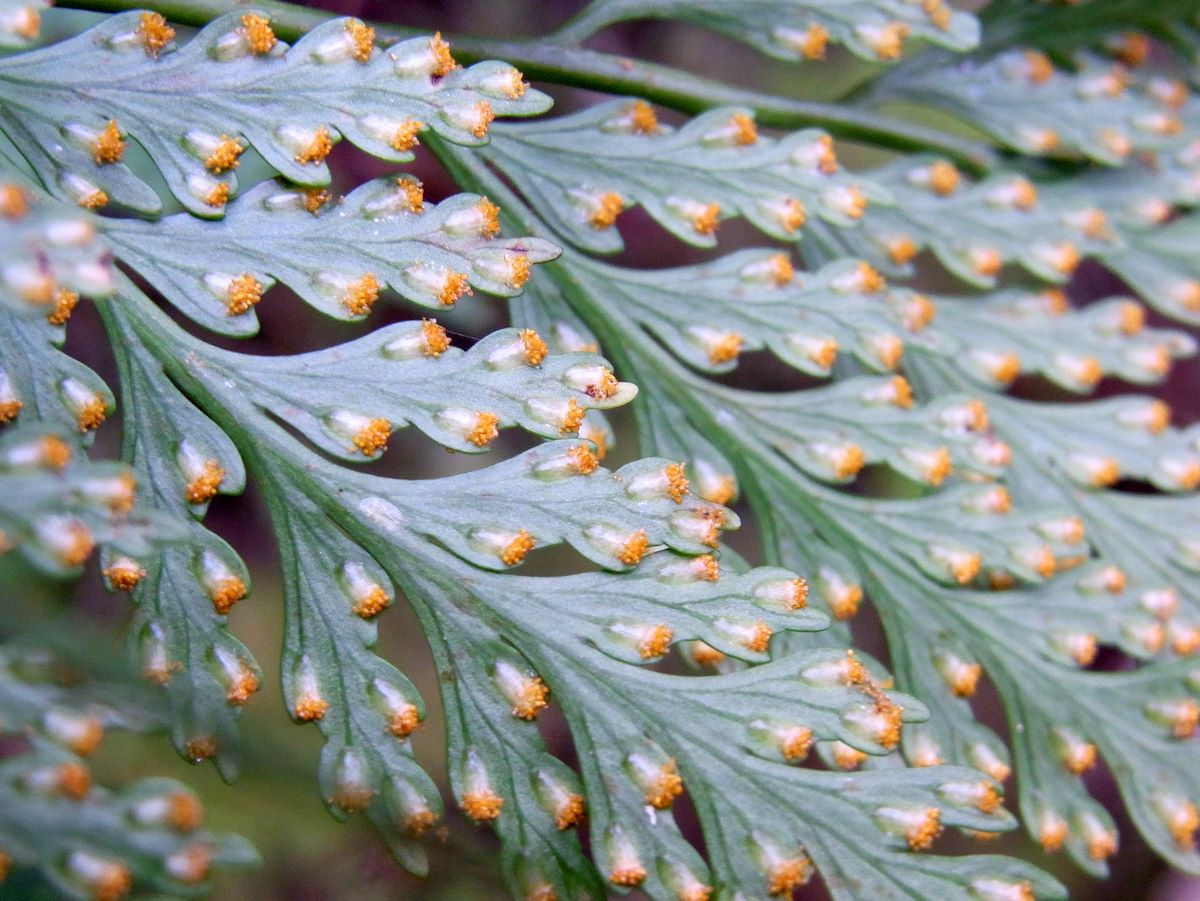
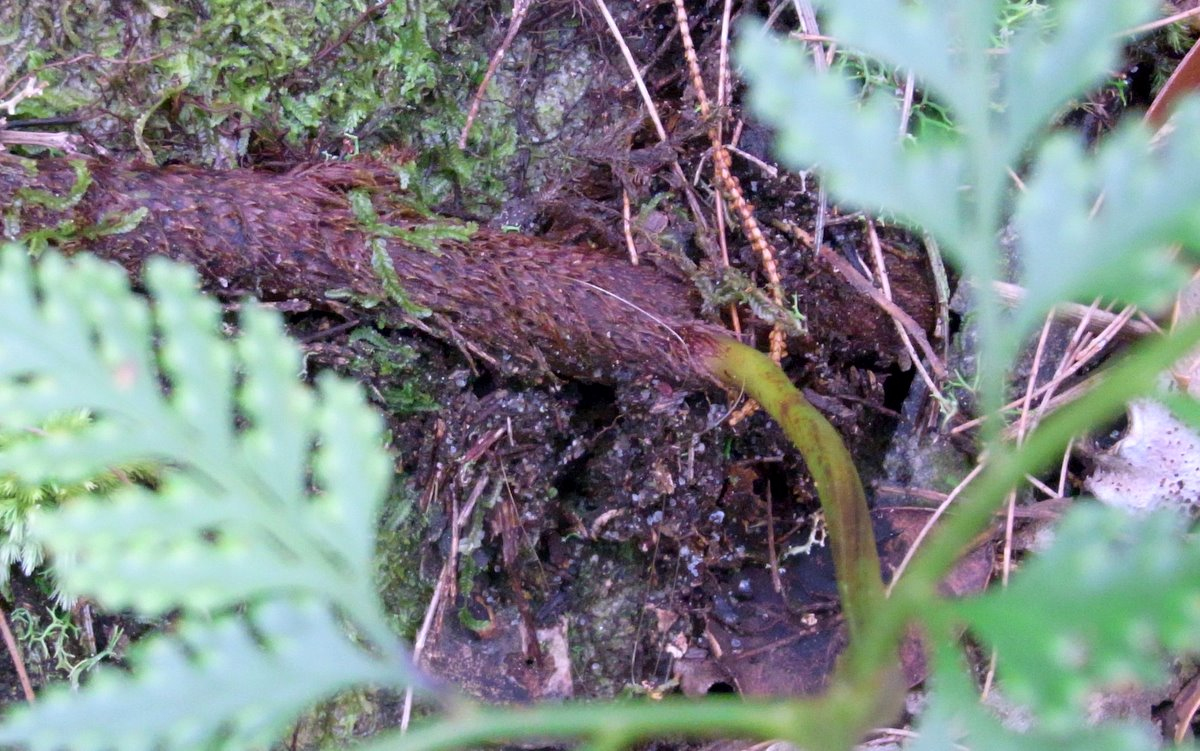